# Editpress

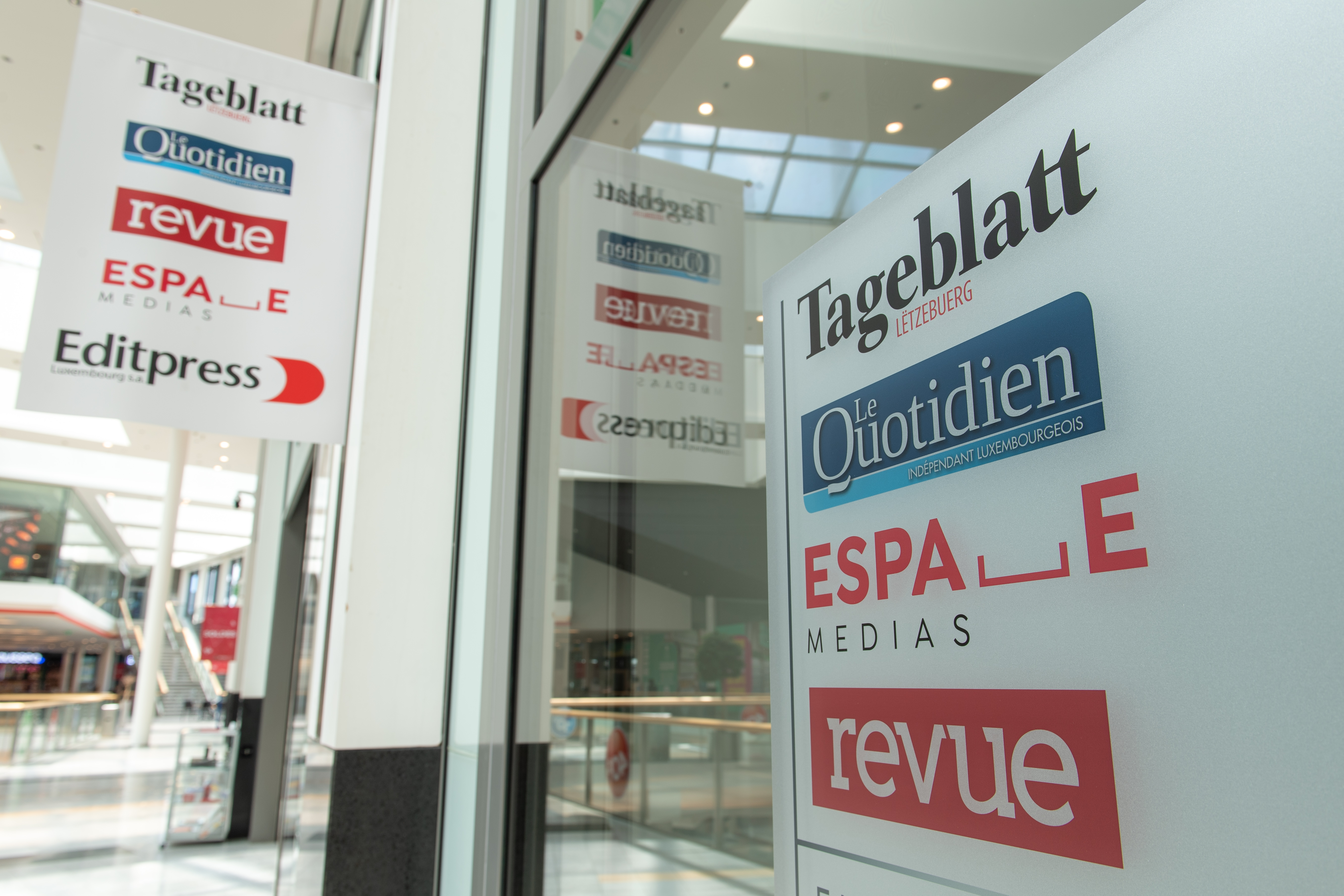
Siège à Esch/Alz.-Belval

Editpress est l'un des principaux éditeurs de presse luxembourgeois, basé à Esch-sur-Alzette.

## Histoire
En 1913 le Tageblatt est créé. C’est autour de ce journal quotidien que le groupe de presse Editpress est fondé en 1981. 
En 2020, l'ancien siège d'Editpress à Esch-sur-Alzette est racheté par le promoteur immobilier Immobel qui s'engage à entreprendre des travaux de rénovation dans le but de transformer ces locaux en logement. Depuis 2022, le siège d'Editpress se trouve au Belval (Luxembourg).
Aujourd’hui Editpress détient la dernière presse rotative du Luxembourg. L’imprimerie est installée à Sommet.

## Organisation
| Identité                           | Période        | Période        | Durée           |
| Identité                           | Début          | Fin            | Durée           |
| ---------------------------------- | -------------- | -------------- | --------------- |
| Alvin Sold (d) (né en 1943)        | 1977           | 2011           | 34 ans          |
| Danièle Fonck (d) (née en 1953)    | 2011           | avril 2018     | 7 ans           |
| Jean-Louis Siweck (d) (né en 1970) | mai 2018       | septembre 2021 | 3 ans et 4 mois |
| Jacques Eischen (d) (né en 1958)   | septembre 2021 | En cours       | 3 ans et 6 mois |

## Titres édités
Editpress édite plusieurs quotidiens ou hebdomadaires dans différentes langues,.

### Actuels
- Tageblatt (quotidien de langue allemande)
- L'Essentiel (quotidien gratuit de langue française, à travers Edita SA, filiale commune avec le groupe suisse Tamedia)
- Le Quotidien (quotidien de langue française)

### Disparus
- Correio (hebdomadaire de langue portugaise)
- Le Jeudi (hebdomadaire de langue française)